# Den befjädrade ormen
Den befjädrade ormen är en äventyrsroman av Hans Alfredson (1979), ISBN 91-46-13357-7.

## Handling
Boken berättar om två tolteker, ur olika sociala skikt, som ödet länkar samman. I deras äventyr ingår en vinddriven färd över havet åt öster till den franska atlantkusten. Upplevelserna i 1000-talets Europa görs med blandade känslor och de två återvänder till sin kontinent.
Författaren fick idén till boken när han läste den isländska Erik Röde saga där kontakter mellan nordmän och indianer förekom.